# VdB 48
vdB 48 est une nébuleuse par réflexion visible dans la constellation d'Orion.
Elle est située à environ 2° NNE de l'étoile brillante Alnilam, l'étoile centrale du célèbre astérisme de la ceinture d'Orion. Elle apparaît comme un nuage allongé orienté est-ouest, sur lequel se superposent des étoiles de classe spectrale B alignées dans la même direction, ce qui donne aux gaz une intense couleur bleuâtre. La principale source d'illumination provient des étoiles HD 37370 et HD 37371, dont la distance, calculée à partir de la parallaxe, d'environ ∼ 740 a.l. (∼ 227 pc), les place au premier plan par rapport à la région d'Alnilam, ce qui ne contribuerait donc pas à l'illumination des gaz de la nébuleuse. La région est particulièrement riche en nébuleuses par réflexion, situées principalement dans la région d'Alnilam, qui chevauchent d'autres régions nébuleuses illuminées qui font cependant partie du nuage d'Orion. Appartenant à ces régions se trouvent trois types de nébuleuses : les nébuleuses par réflexion, les régions H II brillantes et aux bords nets, et les globules denses de type cométaire situés sur les bords des régions H II, où se produit la formation des étoiles.